# Niels Fredrik Dahl
Niels Fredrik Dahl (* 10. Mai 1957) ist ein norwegischer Lyriker, Bühnenautor und Romancier. Er ist in zweiter Ehe mit der norwegischen Schriftstellerin und Journalistin Linn Ullmann verheiratet. Sie haben eine gemeinsame Tochter. Für seinen Roman Auf dem Weg zu einem Freund, mit dem zum ersten Mal ein Werk des Autors auf Deutsch erschien, erhielt er u. a. 2002 den renommierten Brageprisen. 2024 wurde er mit dem renommierten Literaturpreis des Nordischen Rates ausgezeichnet.